# Vistagí
Vistagí ou Vistayí (en grec moderne : Βισταγή), également appelé Pistagí (Πισταγή) et Bistagí (Μπισταγή), est un village du dème d’Amári, dans le district régional de Réthymnon de la Crète, en Grèce. Selon le recensement de 2011, la population de Vistagí compte 201 habitants.
Le village est situé à 38 km de Réthymnon et à une altitude de 500 mètres, au pied du mont Ida.

## Recensements de la population
| Recensements | 1900 | 1920 | 1928 | 1940 | 1951 | 1961 | 1971 | 1981 | 1991 | 2001 | 2011 |
| ------------ | ---- | ---- | ---- | ---- | ---- | ---- | ---- | ---- | ---- | ---- | ---- |
| Population   | 527  | 538  | 529  | 470  | 437  | 422  | 328  | 293  | 230  | 239  | 201  |

## Source de la traduction
- (el) Cet article est partiellement ou en totalité issu de l’article de Wikipédia en grec moderne intitulé « Βισταγή Ρεθύμνου » (voir la liste des auteurs).